# Ignacio Gutiérrez Vergara
José Gregorio Ignacio Gutiérrez Vergara (Bogotá, 30 de julio de 1806-Bogotá, 3 de noviembre de 1877) fue un estadista, político y periodista colombiano, que se desempeñó como Presidente Designado de Colombia en 1861, durante la Guerra de las Soberanías. También fue Secretario (Ministro) de Hacienda y Presidente (Gobernador) del Estado Soberano de Cundinamarca.

## Biografía
Nació en Bogotá en 1806, cuando aún era la capital del Virreinato de la Nueva Granada, hijo del abogado y mártir de la Independencia José Gregorio Martín Juan Gutiérrez Moreno este hijo a su vez de Pantaleón Gutiérrez y Díaz de Quijano, llamado el Patriarca de Bogotá y de la Sabana, por otro lado, fue su madre Antonia Vergara Sanz de Santamaría, hermana de Estanislao Vergara Sanz de Santamaría, por lo cual Gutiérrez Vergara fue sobrino del también presidente. 

### Inicios
Gutiérrez comenzó su trabajo en el sector público cuando en 1831 es nombrado para redactar El Constitucional, de Cundinamarca, por designación del presidente José María Obando.En el campo periodístico fue colaborador del arzobispo Manuel José Mosquera en la redacción del periódico El Catolicismo, además fundar La Unidad Católica en 1869. También fue colaborador de los periódicos El Argos, El Observador 1837-1840), El Día, La Civilización, La República, El Bien Público y El Tradicionalista. Fue autor de numerosos trabajos sobre economía que publicó siendo secretario de hacienda del presidente Mariano Ospina Rodríguez.
Entre 1839 y 1840 fue Director General de Instrucción Pública (Ministro de Educación) interino, bajo el gobierno de José Ignacio Márquez. En 1842 fue nombrado Secretario de Hacienda encargado por el presidente Pedro Alcántara Herrán. También durante la administración de Herrán fue director general de las rentas de tabaco, cargo que ocupó desde 1843 hasta 1848. En 1857 fue de nuevo nombrado como Secretario de Hacienda, bajo la administración de Mariano Ospina Rodríguez. 

### Presidencia (1861-1862)
En 1860 estalló la Guerra de las Soberanías como una rebelión liberal contra el gobierno de Ospina, y el 18 de julio de 1861, el gobierno fue derrocado y Bogotá ocupada por las fuerzas rebeldes de Tomás Cipriano de Mosquera. En esa situación, Gutiérrez huyó y se escondió en la embajada de Francia llamada la Legación Francesa, sitio donde asumió la Jefatura de Estado, de acuerdo con la Constitución de 1858 y su carta fundamental, al ser ministro del último presidente constitucional y el de mayor edad. Salió de la embajada en la noche del 30 de julio, disfrazado de artesano, hacia la antigua casa de su abuelo, Pantaleón Gutiérrez. Mosquera inició su persecución, intentando por distintos medios su captura, desde embargarles los bienes, perseguir a sus hijos menores de 12 años y llegando a ofrecerle dinero y diferentes sobornos. En una ocasión Mosquera le envió a decir que «aunque como presidente provisorio había ordenado que lo prendiesen y fusilaran, como amigo y pariente le ofrecía un seguro asilo en su casa», a lo que Gutiérrez contestó: «No dudo de la sinceridad del caballero; pero en un mismo alcázar no pueden vivir dos alcaides», cabe resaltar que la madre de Gutiérrez era prima en tercer grado con Mosquera, con mucha ascendencia en común como Antonio de Vergara Azcárate y Gabriel Gómez de Sandoval, haciéndolos descendientes de la casa de Azcárate y la casa de Sandoval en España.
Finalmente, el 18 de enero de 1861 huyó a un nuevo escondite, pero cayó por una pared golpeándose con las piedras de un río donde se quebró una pierna. Pese a esto, fue trasladado a una nueva casa, la de Magdalena Caicedo, donde el 25 de enero, siete días más tarde fue arrestado después de que alguien lo delatara. El 26 de enero fue traslado al cuartel de San Agustín por soldados, donde Mosquera ofreció indultarlo a cambio de abandonar sus pretensiones presidenciales; Gutiérrez rechazó la oferta y respondió: «Los deberes no se renuncian». En dos ocasiones Mosquera ordenó su ejecución, pero terminó siendo indultado.

### Postgobierno
En 1868 se convirtió en presidente del Estado Soberano de Cundinamarca, cargo en el cual intentó el 9 de agosto de 1868 hacer un golpe de Estado contra el presidente José Santos Gutiérrez. La conspiración fue desmantelada por el General Daniel Delgado París, quien presionó para su renuncia. Gutiérrez renunció, finalmente, el 8 de octubre de 1868.
Gutiérrez Vergara murió en su ciudad natal en noviembre de 1877.